# Barnes Wallis
Barnes Neville Wallis (født 26. september 1887, død 30. oktober 1979) var en engelsk videnskabsmand, ingeniør og opfinder. Han er bedst kendt for at have opfundet bomben, der slår smut, hvilket blev udnyttet af Royal Air Force i operation Chastise under angreb på tyske våbenfabrikker i maj 1943.